# 戴蒙德鎮區 (北達科他州伯克縣)
戴蒙德鎮區（英語：Dimond Township）是位於美國北達科他州伯克縣的一個鎮區。

## 地方資料
戴蒙德鎮區的面積為92.47平方千米，當中陸地面積為85.02平方千米，而水域面積為7.45平方千米。根據2010年美國人口普查的數據，當地共有人口17人，而人口密度為每平方千米0.18人。